# Comuna Burgas, Burgas
Comuna Burgas (în bulgară Бургас) este o unitate administrativă în regiunea Burgas din Bulgaria, cu reședința la Burgas. Cuprinde 13 localități dintre care Burgas și Bălgarovo au statut urban.

## Localități componente
| - Burgas - Bălgarovo - Bratovo - Breastoveț - Dimcevo - Draganovo - Izvoriște - Marinka - Miroliubovo | - Ravneț - Rudnik - Tvărdița - Cerno More |

## Demografie
Componența etnică a obștinei Burgas
     Romi (1,81%)
     Turci (2,94%)
     Bulgari (84,25%)
     Nicio identificare (10,32%)
     Altele (0,66%)
La recensământul din 2011, populația comunei Burgas era de 212.902 locuitori. Din punct de vedere etnic, majoritatea locuitorilor (84,25%) erau bulgari, existând și minorități de romi (1,81%) și turci (2,94%). Pentru 10,32% din locuitori nu este cunoscută apartenența etnică.